# (9629) Servet
(9629) Servet es un asteroide perteneciente al cinturón de asteroides descubierto el 15 de agosto de 1993 por Eric Walter Elst desde el Observatorio Astronómico de Calern en Francia.

## Designación y nombre
Designado provisionalmente como 1993 PU7. Fue nombrado Servet en homenaje a Miguel Servet (1509-1553), un teólogo y científico español.

## Características orbitales
Bradwood está situado a una distancia media del Sol de 2,706 ua, pudiendo alejarse hasta 2,849 ua y acercarse hasta 2,564 ua. Su excentricidad es 0,053(e) y la inclinación orbital 1,803 grados. Emplea 1626,47 días en completar una órbita alrededor del Sol.

## Características físicas
La magnitud absoluta de Servet es 13,5.